# Липопротеины очень низкой плотности
Липопротеи́ны о́чень ни́зкой пло́тности (ЛПОНП, ЛОНП; англ. Very Low Density Lipoprotein, VLDL) — подкласс липопротеинов плазмы крови. ЛПОНП образуются в печени из липидов и аполипопротеинов. В крови они подвергаются частичному гидролизу и превращаются в липопротеины промежуточной плотности. Размер частиц ЛПОНП достигает 30—80 нм. Вместе с хиломикронами липопротеины очень низкой плотности относятся к триглицерид-богатым липопротеинам. Однако, в отличие от хиломикронов, которые переносят экзогенные липиды (поступающие в организм с пищей), ЛПОНП транспортируют эндогенные липиды (в основном триглицериды, синтезированные в печени).

## Функция
ЛПОНП транспортируют эндогенные триглицериды, фосфолипиды, холестерин и эфиры холестерина. Таким образом, ЛПОНП выполняют роль переносчика липидов в организме.

## Метаболизм
Насцентные (то есть вновь синтезированные) ЛПОНП секретируются из печени в кровоток и получают дополнительно аполипопротеины C-II и E (апоC-II и апоE) от липопротеинов высокой плотности. Основной аполипопротеин, стабилизирующий структуру частицы — это одна из изоформ апоB (апоB-100). В процессе циркуляции в крови ЛПОНП подвергаются гидролизу под действием фермента липопротеинлипаза, находящейся на стенках сосудов многих тканей организма (жировая ткань, сердечная мышца, скелетные мышцы). При этом триглицериды расщепляются и переносятся в соответствующие ткани, где используются либо как источник энергии либо как жировые отложения для более позднего использования.   
Гидролиз ЛПОНП приводит к существенному уменьшению размера частицы, амфифильные аполипопротеины (апоC2 и апоE) переносятся обратно на липопротеины высокой плотности. Кроме этого т.н. эфиры холестерина-переносящий белок переносит на ЛПОНП эфиры холестерина от липопротеинов высокой плотности в обмен на фосфолипиды и триглицериды.
По мере гидролиза под действием липопротеинлипазы ЛПОНП превращаются в липопротеины промежуточной плотности (ЛППП). Около 50 % ЛППП удаляется посредством взаимодействия апоB и апоE с рецептором. Остальные ЛППП подвергается дальнейшему гидролизу под действием печёночной липазы, теряют апоE и превращаются в липопротеины низкой плотности (ЛПНП). ЛПНП содержит одну молекулу апоB-100 в качестве белковой компоненты частицы. ЛПНП взаимодействуют с рецептором липопротеина низкой плотности (ЛПНП-рецептор) и поглощаются печенью, где полностью деградируют.

## ЛПОНП в патологии
Повышенный уровень ЛПОНП связан с повышенным риском атеросклероза, а также связан с рядом других заболеваний.